# Лезли Зен
Лезли Зен (англ. Lezley Zen; род. 19 февраля 1974 года, Чарлстон) — американская порноактриса.

## Биография
Таня Кэннон родилась 19 февраля 1974 года в Чарлстоне в семье ирландского происхождения. После окончания колледжа работала менеджером ресторана и барменом. Замужем за порноактёром Тревором Зеном, воспитывает двоих детей.
С 2001 по 2018 год снялась в 382 порнофильмах.

## Награды и номинации
| Год  | Премия     | Результат | Категория                                                                                         | Работа                          |
| ---- | ---------- | --------- | ------------------------------------------------------------------------------------------------- | ------------------------------- |
| 2003 | AVN Awards | Номинация | Лучшая новая старлетка                                                                            |                                 |
| 2004 | AVN Awards | Номинация | Лучшая оральная сцена — видео (с Остин О’Райли, Брэндон Айрон и Брайаном Сюрвудом)                | Throat Gaggers 3                |
| 2005 | AVN Awards | Победа    | Лучшая актриса второго плана — фильм                                                              | Bare Stage                      |
| 2005 | AVN Awards | Номинация | Лучшая актриса второго плана — видео                                                              | Fluff & Fold                    |
| 2005 | AVN Awards | Номинация | Лучшее лесбийское порно — фильм (с Саванна Сэмсон)                                                | Bare Stage                      |
| 2005 | AVN Awards | Номинация | Лучшая оральная сцена — фильм (с Эриком Мастерсоном)                                              | Bare Stage                      |
| 2005 | AVN Awards | Номинация | Лучшая групповая сцена — фильм (с Джессика Дрейк и Брэд Армстронг)                                | The Collector                   |
| 2005 | AVN Awards | Номинация | Лучшая групповая сцена — фильм (с Джордан Хэйз и Родом Фонтана)                                   | Debbie Does Dallas: The Revenge |
| 2005 | AVN Awards | Номинация | Лучшая групповая сцена — видео (с Джессика Дрейк, Моника Свитхарт, Томми Ганном и Тревором Зеном) | Eye of the Beholder             |
| 2005 | XRCO Award | Номинация | Unsung Siren                                                                                      |                                 |
| 2005 | XRCO Award | Номинация | Single Performance, Actress                                                                       | Bare Stage                      |
| 2005 | XRCO Award | Номинация | Групповая сцена (с Джессика Дрейк, Моника Свитхарт, Томми Ганном)                                 | Eye of the Beholder             |
| 2006 | AVN Awards | Номинация | Лучшая актриса — фильм                                                                            | Les Bitches                     |
| 2006 | XRCO Award | Номинация | Лучшее сольное исполнение — актриса                                                               | Les Bitches                     |
| 2016 | AVN Awards | Номинация | Лучшая лесбийская групповая секс-сцена                                                            | Massage School Dropouts         |